# نسیم ادبی

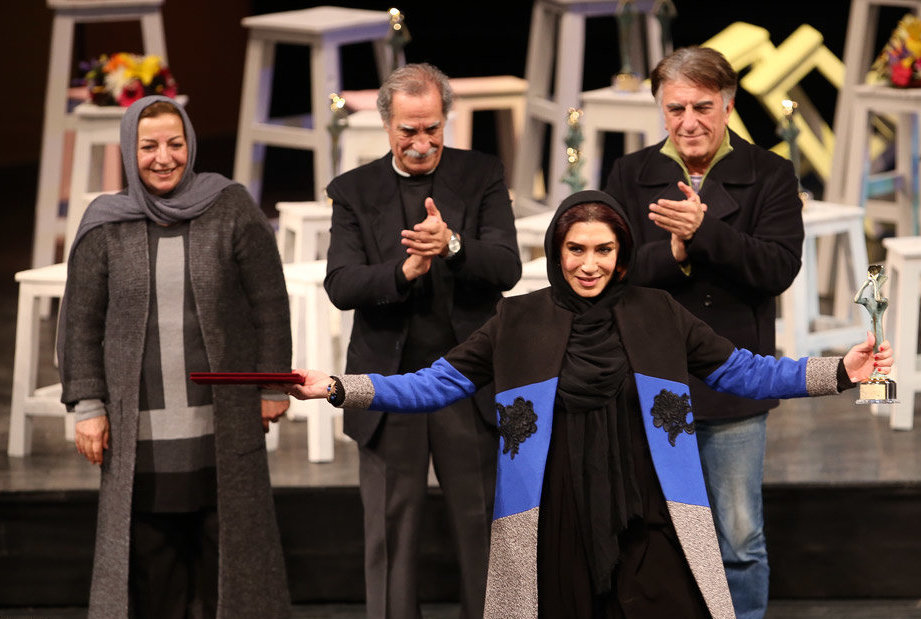
نسیم ادبی در اختتامیهٔ سی‌وپنجمین جشنوارهٔ تئاتر فجر(از چپ به راست: مرضیه برومند، سیاوش طهمورث، نسیم ادبی و رضا کیانیان)

نسیم ادبی (زادهٔ ۱۳۵۵ در تهران) صداپیشه و هنرپیشه سینما، تئاتر و تلویزیون اهل ایران است. وی دانش‌آموختهٔ رشتهٔ نمایش با گرایش بازیگری از دانشگاه آزاد اسلامی واحد تهران مرکز است.

## فیلم‌شناسی

### سینمایی
| نام                  | کارگردان                     | سال  |
| -------------------- | ---------------------------- | ---- |
| آسمان غرب            | محمد عسگری                   | ۱۴۰۲ |
| آدم فروش             | محمود کلاری                  | ۱۴۰۲ |
| آنها مرا دوست داشتند | محمدرضا رحمانی               | ۱۴۰۱ |
| نمور                 | داوود بیدل                   | ۱۴۰۰ |
| خائن‌کشی              | مسعود کیمیایی                | ۱۴۰۰ |
| لختگی                | کاوه دهقانپور                | ۱۴۰۰ |
| گل به خودی           | احمد تجری                    | ۱۳۹۹ |
| لب خط                | علی جبارزاده                 | ۱۳۹۹ |
| کارزار               | شهرام اسدزاده                | ۱۳۹۸ |
| پسرکشی               | محمدهادی کریمی               | ۱۳۹۸ |
| مهمانخانه ماه نو     | تاکفومی تسوتسویی             | ۱۳۹۷ |
| بی وزنی              | مهدی فرد قادری               | ۱۳۹۷ |
| آشفتگی               | فریدون جیرانی                | ۱۳۹۷ |
| زهرمار               | جواد رضویان                  | ۱۳۹۷ |
| لرد                  | محمد رسول‌اف                  | ۱۳۹۵ |
| خوب، بد، جلف         | پیمان قاسم خانی              | ۱۳۹۴ |
| چهارشنبه             | سروش محمدزاده                | ۱۳۹۴ |
| ذوب شدن پادشاه       | هوتن زنگنه پور               | ۱۳۹۴ |
| ارغوان               | امید بنکدار و کیوان علیمحمدی | ۱۳۹۳ |
| دوران عاشقی          | علیرضا رئیسیان               | ۱۳۹۳ |
| خانه دختر            | شهرام شاه‌حسینی               | ۱۳۹۳ |
| حراج                 | حسین شهابی                   | ۱۳۹۲ |
| مانا                 | علیرضا رزازی فر              | ۱۳۸۷ |
| زندگی                | اصغر هاشمی                   | ۱۳۷۶ |

### تلویزیون
| نام                   | سمت          | کارگردان                             | سال  | توضیحات           |
| --------------------- | ------------ | ------------------------------------ | ---- | ----------------- |
| مرهم                  | بازیگر       | محمدرضا آهنج                         | ۱۴۰۳ | رمضان ۱۴۰۳ شبکه ۲ |
| فریبا                 | بازیگر       | محمود معظمی                          | ۱۴۰۳ | زمستان۰۳ شبکه ۳   |
| محرمانه               | بازیگر       | محمود معظمی                          | ۱۴۰۲ | تابستان ۰۲ شبکه ۳ |
| رحیل                  | بازیگر       | مسعود آب‌پرور                         | ۱۴۰۲ | تابستان ۰۲ شبکه ۳ |
| شرم                   | بازیگر       | احمد کاوری                           | ۱۳۹۹ | پاییز ۹۹ شبکه ۳   |
| سرزده                 | بازیگر       | بهادر اسدی                           | ۱۳۹۹ | محرم ۹۹ شبکه ۱    |
| برادر جان             | بازیگر       | محمدرضا آهنج                         | ۱۳۹۸ | رمضان ۹۸ شبکه ۳   |
| عقیق                  | بازیگر       | بهرنگ توفیقی                         | ۱۳۹۶ | محرم ۹۶ شبکه ۳    |
| دیوار به دیوار        | بازیگر مهمان | سامان مقدم                           | ۱۳۹۶ | نوروز ۹۶ شبکه ۳   |
| در قصه‌ها زندگی می‌کنند | بازیگر       | داوود بیدل                           | ۱۳۹۵ | محرم ۹۵ شبکه ۲    |
| معمای شاه             | بازیگر       | محمدرضا ورزی                         | ۱۳۹۴ | شبکه ۱            |
| ستاره حیات            | بازیگر       | جواد ارشاد                           | ۱۳۹۲ | شبکه ۳            |
| چک برگشتی             | بازیگر       | سیروس مقدم                           | ۱۳۹۰ | نوروز ۹۱ شبکه ۱   |
| حلقه سبز              | بازیگر       | ابراهیم حاتمی کیا                    | ۱۳۸۶ | شبکه ۳            |
| استنطاق               | بازیگر       | فرهاد مهندسی پور                     | ۱۳۷۹ |                   |
| شب چراغ               | بازیگر       | جمال شورجه، مجید جوانمرد، امیر قویدل | ۱۳۷۸ | شبکه ۲            |
| برگ سبز               | بازیگر       | علی شوقیان                           | ۱۳۷۵ |                   |
| دوقلوها               | بازیگر       | هرمز هدایت                           | ۱۳۷۵ | شبکه ۲            |

### شبکه نمایش خانگی
| سال       | نام                          | سمت        | کارگردان        |
| --------- | ---------------------------- | ---------- | --------------- |
| ۱۴۰۲      | شب‌های مافیا:زودیاک           | شرکت کننده | محمدرضا رضاییان |
| ۱۴۰۱      | پدر گواردیولا                | مریم       | سعید نعمت‌الله   |
| ۱۴۰۱      | آمستردام(مجموعه نمایش خانگی) | بهارک      | مسعود قراگزلو   |
| ۱۴۰۱      | جادوگر                       | بانو       | مسعود اطیابی    |
| ۱۳۹۶      | گلشیفته                      | مرضیه      | بهروز شعیبی     |
| ۱۳۹۴–۱۳۹۶ | شهرزاد فصل‌های ۱ تا ۳         | حمیرا      | حسن فتحی        |

### تئاتر
| نام                       | سمت    | کارگردان                   | محل اجرا                                     | سال  |
| ------------------------- | ------ | -------------------------- | -------------------------------------------- | ---- |
| قصه ظهر جمعه              | بازیگر | نسیم ادبی                  | تهران تماشاخانه سپند                         | ۱۳۹۸ |
| خرده جنایت‌های زنا شوهری   | بازیگر | رحمان خوب زاده             | تهران تماشاخانه مهرگان                       | ۱۳۹۷ |
| شیروانی داغ               | بازیگر | ایوب آقاخانی               | تهران تماشاخانه ایرانشهر سالن استاد سمندریان | ۱۳۹۷ |
| ناسور                     | بازیگر | افسانه زمانی               | تهران، تالار حافظ                            | ۱۳۹۵ |
| کسوف                      | بازیگر | ایوب اقاخانی               | تهران، تماشاخانه باران                       | ۱۳۹۵ |
| سردار                     | بازیگر | نادر برهانی مرند           | تهران، تئاترشهر، سالن اصلی                   | ۱۳۹۵ |
| ترن                       | بازیگر | حمیدرضا آذرنگ              | تهران تئاتر شهر سالن اصلی                    | ۱۳۹۵ |
| هتلی‌ها                    | بازیگر | حمیدرضا آذرنگ              | تهران، ایرانشهر، سالن استاد سمندریان         | ۱۳۹۴ |
| اتاق ۴۹۸                  | بازیگر | کامیار صالح پور            | تهران، سالن حافظ                             | ۱۳۹۴ |
| عامدانه، عاشقانه، قاتلانه | بازیگر | ساناز بیان                 | تهران، تماشاخانه باران                       | ۱۳۹۴ |
| خانه کاغذی                | بازیگر | مهدی برومند                | تهران، تماشاخانه باران                       | ۱۳۹۴ |
| خانه برناردا آلبا         | بازیگر | نسیم ادبی                  | تهران، ایرانشهر، سالن استاد سمندریان         | ۱۳۹۳ |
| مرگ فروشنده               | بازیگر | نادر برهانی مرند           | تهران، تئاترشهر، سالن اصلی                   | ۱۳۹۳ |
| یک صبح ناگهان             | بازیگر | حسین پاکدل                 | تهران، ایرانشهر، سالن استاد سمندریان         | ۱۳۹۳ |
| دورهمی زنان شکسپیر        | بازیگر | بهاره رهنما                | تهران، ایرانشهر، سالن استاد سمندریان         | ۱۳۹۳ |
| چشم‌هایی که مال توست       | بازیگر | نسیم ادبی                  | تهران، باغ موزه                              | ۱۳۹۲ |
| ایکارو                    | بازیگر | بهروز غریب‌پور              | تهران، تئاتر شهر، تالار چهارسو               | ۱۳۸۴ |
| سانتا کروز                | بازیگر | هما روستا                  | تهران، تئاتر شهر، تالار چهارسو               | ۱۳۸۴ |
| خانم سرگرد باربارا        | بازیگر | مهرداد رایانی‌مخصوص         |                                              | ۱۳۸۴ |
| من از کجا عشق از کجا      | بازیگر | پری صابری                  | تهران، تئاتر شهر، تالار اصلی                 | ۱۳۸۳ |
| زمستان                    | بازیگر | هما روستا                  | تهران، تئاتر شهر، تالار چهارسو               | ۱۳۸۳ |
| سوگ سیاوش                 | بازیگر | پری صابری                  | یونسکو، پاریس                                | ۱۳۸۳ |
| اهل اقاقیا                | بازیگر | پری صابری                  | یونسکو، پاریس                                | ۱۳۸۳ |
| سوگ سیاوش                 | بازیگر | پری صابری                  | تهران، تئاتر شهر، تالار اصلی                 | ۱۳۸۲ |
| من و هزار تو              | بازیگر | آرش دادگر                  | تهران، تئاتر شهر، تالار شماره ۲              | ۱۳۸۱ |
| یوسف و زلیخا              | بازیگر | پری صابری                  | تهران، تالار وحدت                            | ۱۳۸۱ |
| روز رستاخیز               | بازیگر | فرهاد مهندس‌پور             | تهران، تالار چهارسو                          | ۱۳۸۱ |
| رند خلوت نشین             | بازیگر | پری صابری                  | تهران، تالار وحدت                            | ۱۳۸۰ |
| آنتیگونه                  | بازیگر | پری صابری                  | تهران، تالار وحدت                            | ۱۳۷۹ |
| زینب                      | بازیگر | محمود عزیزی                | تهران، تالار وحدت                            | ۱۳۷۸ |
| اهل اقاقیا                | بازیگر | پری صابری                  | تهران، تالار وحدت                            | ۱۳۷۸ |
| طوفان روح                 | بازیگر | هوشنگ هیهاوند و حسین مسافر | تهران، تالار وحدت                            | ۱۳۷۶ |
| سرشت سوگناک زندگی         | بازیگر | محمود عزیزی                | تهران، تالار وحدت                            | ۱۳۷۵ |
| تولد تا تولد              | بازیگر | نادر رجب‌پور                | تهران، تالار وحدت                            | ۱۳۷۴ |
| ایلیات                    | بازیگر | محرم زینال‌زاده             | تهران، تئاتر شهر، تالار قشقایی               | ۱۳۷۳ |
| اقلیما                    | بازیگر | اعظم بروجردی               | تهران، تالار محراب                           | ۱۳۷۲ |
| تنبور نواز                | بازیگر | هادی مرزبان                | تهران، تئاتر شهر، تالار اصلی                 | ۱۳۷۲ |

## جوایز
- بهترین بازیگر جشنوارهٔ تئاتر فجر ۱۳۹۵
- بهترین بازیگر جشنوارهٔ تئاتر فجر ۱۳۹۴
- بهترین بازیگر جشنوارهٔ تئاتر فجر ۱۳۹۰
- بهترین بازیگر جشنوارهٔ تئاتر فجر ۱۳۸۸
- دریافت جایزهٔ بهترین بازیگر زن برای بازی در نمایش «عروسکی به نام مترسک» از جشنوارهٔ دانشجویی؛ ۱۳۸۱
- دریافت جایزهٔ بهترین بازیگر برای بازی در نمایش «عروسکی به نام مترسک» از جشنوارهٔ کانون‌ها؛ ۱۳۸۱
- دریافت جایزهٔ بهترین بازیگر زن برای بازی در نمایش «اهل اقاقیا» از جشنوارهٔ اردبیل؛ ۱۳۷۵
- نامزد دریافت تندیس حافظ بهترین بازیگر زن کمدی تلویزیونی از نوزدهمین جشن حافظ برای مجموعه گلشیفته ۱۳۹۸